# 의정부 휴게소
의정부휴게소(議政府休憩所 / Uijeongbu Service Area)는 경기도 의정부시 송산동에 위치한 세종포천고속도로의 휴게소이다. 주소는 경기도 의정부시 송산동 구리포천고속도로 19이다. 안성방향에만 휴게소가 존재한다.

## 시설
- 주차장
- 화장실
- 수유실
- 식당
- 브랜드매장 :투썸플레이스, 코나퀸즈, CU,
- 정유소: HD현대오일뱅크
- LPG충전소 : HD현대오일뱅크
- 현금 자동 입출금기
- 전기차충전소

## 전후
포천 방향
- 남별내 나들목 ← 의정부휴게소 ← 민락 나들목
- 별내휴게소 ← 의정부휴게소 ← 민락 나들목

안성 방향
- 남별내 나들목 → 의정부휴게소 → 동의정부 나들목
- 남별내 나들목 → 의정부휴게소 → 민락 나들목